# Hengzhen
Hengzhen (恒镇, Héngzhèn; 1944 – Pequim, 27 de agosto de 2023) era o filho mais velho de Yuyan. Ele era a sexta pessoa na linha de sucessão ao extinto trono chinês. Na década de 1980, durante a inserção forçada de soldados chineses da etnia Han para colonizar Xinjiang, que na época era predominantemente habitado por uigures, ele produziu um documentário sobre o processo pelo qual esses soldados contribuíram para o desenvolvimento da agricultura de subsistência na área de Shihezi. Era descendente do imperador Daoguang, sendo do grupo etíco manchu.